# Lavaux (district)
Het district  Lavaux (Frans: District de Lavaux, Duits: Bezirk Lavaux) was een bestuurlijke eenheid binnen het kanton Vaud. De hoofdplaats is Cully. Het district is in de cirkels (Frans: Cercle) Cully, Lutry en Saint-Saphorin opgesplitst.
Het district bestaat uit 12 gemeenten, heeft een oppervlakte van 78,86 km² en heeft 23.558 inwoners (eind 2003). Na de districtelijke herindelingen in het kanton Vaud in 2008 zijn alle gemeenten naar het nieuwe district Lavaux-Oron gegaan.
| Cully     | 1796 | 2,37  |
| Epesses   | 318  | 1,60  |
| Forel     | 1732 | 18,53 |
| Grandvaux | 1943 | 2,95  |
| Riex      | 287  | 1,37  |
| Villette  | 575  | 1,36  |

| Lutry   | 8575 | 8,46  |
| Savigny | 3230 | 16,00 |

| Chexbres       | 2077 | 2,14  |
| Puidoux        | 2370 | 22,86 |
| Rivaz          | 322  | 0,32  |
| Saint-Saphorin | 333  | 0,90  |

Aigle · Broye-Vully · Gros-de-Vaud · Jura-Nord vaudois · Lausanne · Lavaux-Oron · Morges · Nyon · Ouest lausannois · Riviera-Pays-d'Enhaut

Voormalige districten: Aubonne · Avenches · Cossonay · Echallens · Grandson · La Vallée · Lavaux · Moudon · Orbe · Oron · Payerne · Pays-d'Enhaut · Rolle · Vevey · Yverdon